# FC Andorra
Der FC Andorra (offiziell: Futbol Club Andorra) ist ein andorranischer Fußballverein aus der Hauptstadt Andorra la Vella. Der Verein spielt im Gegensatz zu den anderen andorranischen Vereinen nicht in der landeseigenen Primera Divisió, sondern ist im spanischen Ligasystem vertreten. 2023 trat der FC Andorra in der Segunda División an.

## Geschichte
Der bisher erfolgreichste Zeitraum der Vereinsgeschichte waren die 1980er und 1990er Jahren, als der FC Andorra fast durchgehend zwei Jahrzehnte lang in der Segunda División B (dritte spanische Liga) spielte. Nachdem der Verein in den 2000ern bis in die siebtklassige Primera Territorial abgestiegen war, stieg der FC Andorra in der Saison 2009/10 in die sechstklassige Territorial Preferente auf und hielt sich in den folgenden Jahren durchgehend in den fünft- und sechstklassigen spanischen Ligen auf.
Im Dezember 2018 erwarb Gerard Piqué mittels einer Holding Group den zu diesem Zeitpunkt hochverschuldeten Verein, ernannte sich selbst zum Präsidenten und stellte Gabri als Trainer an. In der Saison 2018/19 gelang dem FC Andorra der sportliche Aufstieg aus der fünftklassigen Primera (1ª) Catalana (Regionalliga Katalonien) in die viertklassige Tercera División. Nachdem der CF Reus Deportiu aus finanziellen Gründen in die Tercera División zwangsabgestiegen war, sicherte sich der FC Andorra für 452.022 Euro dessen Startplatz in der dritten Liga. Somit trat der Verein ab der Saison 2019/20 in der Segunda División B an. Als die Liga nach der Saison 2021/21 durch die Neugründung der ebenfalls semi-professionellen Primera División RFEF um eine Ligenstufe nach unten versetzt wurde, gelang dem Verein die Qualifikation für diese neue Liga. Damit trat der Verein ab der Saison 2021/22 in der drittklassigen Primera División RFEF an. Als Aufsteiger gelang dem FC Andorra bereits in der ersten Saison der Gewinn der Gruppe 2 der Primera División RFEF und damit der Aufstieg in die Segunda División. Das anschließende Spiel um die Meisterschaft gegen Racing Santander, den Sieger der Gruppe 1, verlor die Mannschaft jedoch mit 3:0.

### Endplatzierungen seit 1978

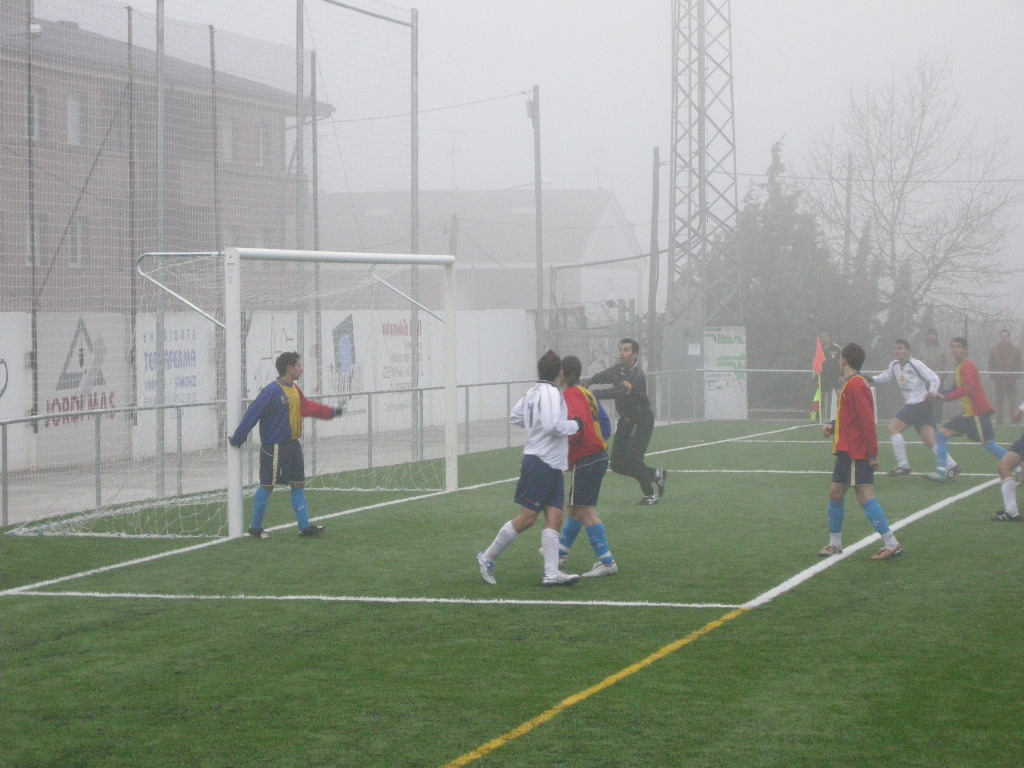
2008: FC Andorra im Einsatz

Der Verein spielte bisher eine Saison in der Primera División RFEF, 19 Saisons in der Segunda División B und 6 Saisons in der Tercera División.
| Saison  | Division         | Platz |
| ------- | ---------------- | ----- |
| 1977/78 | Tercera División | 4.    |
| 1978/79 | Tercera División | 5.    |
| 1979/80 | Tercera División | 1.    |
| 1980/81 | 2ªB              | 11.   |
| 1981/82 | 2ªB              | 8.    |
| 1982/83 | 2ªB              | 8.    |
| 1983/84 | 2ªB              | 10.   |
| 1984/85 | 2ªB              | 9.    |
| 1985/86 | 2ªB              | 15.   |
| 1986/87 | Tercera División | 8.    |
| 1987/88 | 2ªB              | 13.   |
| 1988/89 | 2ªB              | 2.    |
| 1989/90 | 2ªB              | 4.    |
| 1990/91 | 2ªB              | 8.    |
| 1991/92 | 2ªB              | 6.    |
| 1992/93 | 2ªB              | 10.   |
| 1993/94 | 2ªB              | 14.   |

| Saison  | Division         | Platz |
| ------- | ---------------- | ----- |
| 1994/95 | 2ªB              | 7.    |
| 1995/96 | 2ªB              | 9.    |
| 1996/97 | 2ªB              | 6.    |
| 1997/98 | 2ªB              | 20.   |
| 1998/99 | Tercera División | 17.   |
| 1999/00 | 1ª Catal.        | 18.   |
| 2000/01 | 1ª Catal.        | 3.    |
| 2001/02 | Tercera División | 20.   |
| 2002/03 | 1ª Catal.        | 19.   |
| 2003/04 | Preferent        | 18.   |
| 2004/05 | 1ª Territ.       | 8.    |
| 2005/06 | 1ª Territ.       | 2.    |
| 2006/07 | 1ª Territ.       | 12.   |
| 2007/08 | 1ª Territ.       | 8.    |
| 2008/09 | 1ª Territ.       | 5.    |
| 2009/10 | 1ª Territ.       | 5.    |
| 2010/11 | 1ª Territ.       | 2.    |

| Saison  | Division  | Platz |
| ------- | --------- | ----- |
| 2011/12 | 2ª Catal. | 2.    |
| 2012/13 | 1ª Catal. | 8.    |
| 2013/14 | 1ª Catal. | 16.   |
| 2014/15 | 2ª Catal. | 1.    |
| 2015/16 | 1ª Catal. | 8.    |
| 2016/17 | 1ª Catal. | 3.    |
| 2017/18 | 1ª Catal. | 9.    |
| 2018/19 | 1ª Catal. | 1.    |
| 2019/20 | 2ªB       | 9.    |
| 2020/21 | 2ªB       | 3.    |
| 2021/22 | 1ª RFEF   | 1.    |
| 2022/23 | 2ª        | 7.    |
| 2023/24 | 2ª        | 21.   |

## Erfolge

Logo des FC Andorra bis Juli 2021

In der Saison 1994/95 konnte der Verein die Copa Catalunya gewinnen. Im Finale in Vilassar de Mar besiegte man Espanyol Barcelona mit 4:2 (0:0 n. V.) nach Elfmeterschießen.

## Stadion
Ab 2015 war das 500 Zuschauer fassende Camp de la Borda Mateu das Heimstätte des Vereins. In der drittklassigen Segunda División B trat der FC Andorra im 530 Zuschauer fassenden Estadi Prada de Moles an. Seit der Qualifikation für die nun drittklassige Primera División RFEF 2021 spielt der Verein im Estadi Nacional, dem Nationalstadion des Landes, das etwa 3300 Plätze bietet.
Im Juli 2022 erhielte der FC Andorra die Genehmigung auf dem Gelände des Sportzentrums Prada de Moles in Encamp ein neues Stadion zu bauen. Die neue Spielstätte soll 6000 Sitzplätze bieten und 26 Mio. Euro kosten. Die Gemeinde wird in der ersten Phase sechs Mio. Euro beitragen. Das Stadion könnte sich für die Gemeinde mit jährlich fast einer Mio. Euro rentieren, wenn der FC Andorra in der zweiten spanischen Liga spielt. In der ersten Liga wären es rund 1,7 Mio. Euro. Die Genehmigung wurde unter der Bedingung erteilt, dass der FC Andorra innerhalb der nächsten sechs Monate eine Reihe von Auflagen erfüllt. Der Verein wird nach Abschluss der Vereinbarung das Sportzentrum Prada de Moles 35 Jahre betreiben. Die erste Phase des Bauplans sieht den Bau eines Trainingsgeländes für 900.000 Euro vor. Das Stadion würde die Anforderungen der Primera División erfüllen. Neben dem Fußball sollen auch weitere Veranstaltungen im Stadion stattfinden, um die Einnahmen zu steigern. Der Club erlaubt der Gemeinde das Stadion zehn Tage im Jahr zu nutzen. Als weiterer Teil der Vereinbarung wird das Logo der Gemeinde für die nächsten sechs Spielzeiten vorne auf den Trikots zu sehen sein.

## Bekannte Spieler
- Ildefons Lima
- Koldo Alvárez
- Óscar Sonejee
- Manolo Jiménez
- Txema García
- Marc Pujol
- Cristian Martínez